# Dame tu swing
«Dame Tu Swing» es el primer sencillo del quinto álbum de la agrupación de música tropical chilena La Noche, "Sígueme" . El sencillo fue lanzado oficialmente a radios el 5 de febrero de 2010 junto con el video musical, el cual fue estrenado en una presentación en vivo el mismo día. La canción se estrenó con la voz de Leo Rey, pero tras su salida, se incluyó en el disco con la voz de Yoan Amor. 

## Información de la canción
La canción cuenta con la producción y composición de Alexis Morales, el sencillo comenzó a tener rotación radial el día 5 de febrero de 2010, destacando el airplay regional y en radio Corazón FM, la radio más importante para el género en Chile. 
La agrupación preparan la promoción del sencillo masivamente en su segunda presentación en el Festival Internacional de la Canción de Viña del Mar, en su edición 2010, a realizarse en la última semana de febrero.

## Video musical
El videoclip fue grabado en Estocolmo, Suecia, durante su primera visita promocional a ese país en noviembre de 2009 junto a DJ Méndez. El video fue estrenado durante una de sus presentaciones en vivo el mismo día del lanzamiento oficial del sencillo el día 5 de febrero de 2010, este comenzará a tener rotación en televisión a mediados de febrero.

## Formato y lista de canciones
| Sencillo en CD 1. "Dame Tu Swing" (Versión del sencillo) — 3:05 2. "Dame Tu Swing" (Remix de DJ Freeze) — 3:28 3. "Ay Ay Ay" (con DJ Méndez) — 3:48 | Sencillo radial 1. "Dame Tu Swing" (Versión del sencillo) — 3:05 |